# اسپایک اس-۵۱۲
اسپایک اس-۵۱۲ (به انگلیسی: Spike S-512) یک جت تجاری مافوق صوت است که توسط صنایع هوافضایی Spike Aerospace مستقر در بوستون، ماساچوست طراحی شده‌است. شرکت آمریکایی اسپایک در حال توسعه این هواپیمای مسافربری مافوق صوت با نام اس ۵۱۲ است. این هواپیما می‌تواند فاصله بین لندن تا نیویورک را طی چهار ساعت طی کند و ۱۸ نفر ظرفیت دارد و می‌تواند به سرعت ۱٫۶ برابر سرعت صوت دست پیدا کند.
قیمت این هواپیما حدود ۱۲۰ میلیون دلار ارزیابی شده‌است. این هواپیما دارای دو موتور است که می‌تواند ۸۹ کیلو نیوتن تراست ایجاد کند. برد این هواپیمای ۳۷ متری هم بیش از ۱۱ هزار کیلومتر است

## طراحی
این هواپیما به پروازهای طولانی برای مسافران تجاری و خصوصی مانند نیویورک به لندن اجازه می‌دهد تا به جای شش تا هفت ساعت مسافرت فقط سه تا چهار ساعت به مقصد برسند. این هواپیما پنجره ای برای مسافران نخواهد داشت، در عوض با دوربین‌های کوچکی که تصاویر را به نمایشگرهای نازک و خمیده‌ای که دیوارهای داخلی بدنه را پوشانده‌اند، ارسال می‌شود.

## توسعه
در اوایل سال ۲۰۱۴، این شرکت قصد داشت این پروژه را در نمایشگاه هوایی 2014 EAA AirVenture Oshkosh به نمایش بگذارد.

## مشخصات فنی
داده‌ها از Spike
ویژگی‌های عمومی
- ظرفیت: 18 مسافر
- طول: ۱۲۲ فوت (۳۷ متر)
- پهنای بال: ۵۸ فوت (۱۸ متر)
- وزن خالی: ۴۷٬۲۵۰ پوند (۲۱٬۴۳۲ کیلوگرم)
- بیشترین وزن برخاست: ۱۱۵٬۰۰۰ پوند (۵۲٬۱۶۳ کیلوگرم)
- ظرفیت سوخت: 56,000 lb
- پیشرانه: ۲ عدد  engines, ۲۰٬۰۰۰ پوند-نیرو (۸۹ کیلونیوتن) thrust در هر موتور

عملکرد
- حداکثر سرعت: ۱٬۰۳۳ گره (۱٬۱۸۹ مایل بر ساعت، ۱٬۹۱۳ کیلومتر بر ساعت) Mach 1.8
- سرعت کروز: ۹۱۸ گره (۱٬۰۵۶ مایل بر ساعت، ۱٬۷۰۰ کیلومتر بر ساعت) Mach 1.6
- بُرد: ۶٬۲۰۰ مایل دریایی (۷٬۱۰۰ مایل، ۱۱٬۵۰۰ کیلومتر)
- حداکثر ارتفاع: ۵۰٬۰۰۰ فوت (۱۵٬۰۰۰ متر)